# 小龙街道
小龙街道，原为小龙镇，是中华人民共和国四川省南充市高坪区下辖的一个乡镇级行政单位。2011年撤镇设街道。

## 行政区划
小龙街道下辖以下地区：
东站社区、孙家坪社区、中坝村、宝胜寺村、上徐村、下徐村、斯家坡村、花家坝村、麻柳村、川主庙村、香积寺村、五马岭村和柏林村。